# Столпинское сельское поселение
Сто́лпинское се́льское поселе́ние — муниципальное образование в Кадыйском районе Костромской области.
Административный центр — село Столпино.

## История
Столпинское сельское поселение образовано 30 декабря 2004 года в соответствии с Законом Костромской области № 237-ЗКО, установлены статус и границы муниципального образования.
10 декабря 2009 года в соответствии с Законом Костромской области № 549-4-ЗКО в состав поселения включено упразднённое Ведровское сельское поселение.

## Население
| 2008 | 2010 | 2012 | 2013 | 2014 | 2015 | 2016 |
| ---- | ---- | ---- | ---- | ---- | ---- | ---- |
| 698  | ↘549 | ↘510 | ↘489 | ↘458 | ↘448 | ↘439 |
| 2017 | 2018 | 2019 | 2020 | 2021 |      |      |
| ↘412 | ↘388 | ↘376 | ↘354 | ↘294 |      |      |

## Состав сельского поселения
| №  | Населённый пункт | Тип населённого пункта       | Население |
| -- | ---------------- | ---------------------------- | --------- |
| 1  | Андреевка        | деревня                      | ↘4        |
| 2  | Башки            | деревня                      | ↗1        |
| 3  | Ведрово          | деревня                      | ↗54       |
| 4  | Горицы           | деревня                      | ↗2        |
| 5  | Калиновская      | деревня                      | ↘5        |
| 6  | Кузьминская      | деревня                      | →0        |
| 7  | Латыниха         | деревня                      | ↘0        |
| 8  | Михальцы         | деревня                      | ↗1        |
| 9  | Мужичковская     | деревня                      | ↗53       |
| 10 | Новый Курдюм     | посёлок                      | ↗177      |
| 11 | Ожгинец          | деревня                      | →0        |
| 12 | Сергеевская      | деревня                      | ↗1        |
| 13 | Столпино         | село, административный центр | ↗330      |
| 14 | Стрелицы         | деревня                      | ↗1        |

### Упразднённые населённые пункты
- в 2017 году - деревня Лужиново[16]
- в 2024 году — д. Ковригино, Кочкино[17].